# الجيش السابع عشر (فيرماخت)
الجيش السابع عشر (بالألمانية: Armeeoberkommando 17) جيش ميداني ألماني شارك في الحرب العالمية الثانية.

## الحرب العالمية الثانية
تشكّل الجيش الحادي عشر للمرة الأولى في 20 ديسمبر 1940 تحت اسم مجموعة جيوش روف (بالألمانية: Armeegruppe Ruoff) في الوقت الذي عمل فيه الجيش الروماني الثالث تحت قيادة أركان الجيش السابع عشر، كما ضم الجيش السابع عشر في تشكيله وحدات أجنبية أخرى كالفيلق السريع المجري والجيش الإيطالي في روسيا خلال الفترة ما بين يوليو وسبتمبر من عام 1942.
خلال المعارك على الجبهة الشرقية تعرّض الجيش السابع عشر لخسائر فادحة خاصة في القرم مما أجبر قيادة هيئة أركان الجيوش الألمانية على إعادة تكوين الجيش نفسه في مايو من عام 1944.

## القادة
- جنرال المشاة (بالألمانية: General der Infanterie، كارل-هينريش فون شتولبناغل من 20 ديسمبر 1940 حتى 5 أكتوبر 1941
- جنرال أوبرست (بالألمانية: Generaloberst) هرمان هوث من 5 أكتوبر 1941 حتى 20 إبريل 1942
- جنرال أوبرست هانز فون سالموت من 20 إبريل حتى 1 يونيو 1942
- جنرال أوبرست ريتشارد روف من 1 يونيو 1942 حتى 24 يونيو 1943
- جنرال أوبرست إرفين يانيكي من 24 يونيو 1943 حتى 2 مارس 1944
- جنرال فيلدمارشال (بالألمانية: Generalfeldmarschall) فرديناند شورنر من 2 مارس حتى 14 مارس 1944
- جنرال أوبرست إرفين يانيكي من 14 مارس 1943 حتى 30 إبريل 1944
- جنرال المشاة كارل ألمندينغر من 1 مايو حتى 25 يوليو 1944
- جنرال المشاة فريدريتش شولتز من 25 يوليو 1944 حتى 30 مارس 1945
- جنرال المشاة فيلهلم هاس من 31 مارس حتى 8 مايو 1945

## المعارك
- عملية بارباروسا
- حملة القرم
- معركة أومان
- معركة كييف
- الحالة الزرقاء
- معركة ستالينغراد
- نعركة القوقاز

## الوحدات الأجنبية المُلحقة بالجيش السابع عشر
- الجيش الروماني الثالث (بالرومانية: Armata a 3-a Română)
- الفيلق السريع (بالمجرية: Gyorshadtest) من 1 يوليو حتى 24 نوفمبر 1941
- الجيش الإيطالي في روسيا (بالإيطالية: Corpo di Spedizione Italiano in Russia) من 3 يونيو حتى يوليو 1942

## طالع أيضًا
- أوكرانيا
- القوقاز